# Золотая карета (пьеса)
Золотая карета — пьеса Леонида Максимовича Леонова в четырёх действиях. Существуют три значительно отличающиеся друг от друга редакции пьесы (1946, 1955 и 1964 годов).

## История создания и сценическая судьба
Пьеса была задумана во время Великой Отечественной войны — в 1943 году. В 1946 году за несколько месяцев был создан её первый вариант, и началась подготовка спектакля в Малом театре. Однако после Постановления ЦК ВКП(б) «О журналах „Звезда“ и „Ленинград“» критике подверглась репертуарная политика советских театров вообще (в Постановлении «О репертуарах театров и мерах по его улучшению») и предыдущая пьеса Леонова «Лёнушка» в частности (в статье в «Комсомольской правде»). В результате репетиции спектакля в Малом театре были прекращены (согласно биографии Леонова в серии ЖЗЛ против постановки пьесы был сам А. А. Жданов), не помогло даже то, что в ноябре 1946 года Леонов был назначен председателем Литературно-репертуарного совета театра: разрешить постановку собственной пьесы он не мог. Однако пьеса была издана во Всесоюзном управлении по охране авторских прав (под названием «Градоправительница»).
В 1955 году в журнале «Октябрь» (4-м номере) была опубликована вторая редакция пьесы. Леонов изменил имена и фамилии некоторых персонажей, кардинально переработал отдельные сцены, в том числе финал, сделав его более оптимистичным, а также изменил тональность на более спокойную и подсушил авторские ремарки, придававшие пьесе лиричность (Б. В. Бибиков даже называл первую редакцию «Золотой кареты» «драматической поэмой»). В декабре того же года пьеса была впервые поставлена в Карагандинском областном русском драматическом театре.
В 1957 году вышло отдельное издание пьесы, где она снова была несколько переработана. 6 ноября 1957 года к 40-летию Октябрьской революции состоялась премьера спектакля во МХАТе. При этом один из режиссёров МХАТовского спектакля, П. А. Марков, не был доволен ни постановкой, ни самой пьесой: «как и в пьесе, в спектакле два монолитные акта, первый и второй, и два чужие с отдельными блестками, то ложащимися на сквозное действие, то не ложащимися». Критики в целом положительно оценили постановку, однако не всех устроил переделанный в счастливый финал: «Бесспорно, что поцелуй под занавес, которым кончается представление, противоречит не только стилю пьесы, но и её духу» (Ю. Ханютин, «Театр»).
В 1964 году в отдельном издании пьес Леонова была опубликована третья редакция «Золотой кареты» (Леонов вновь изменил финал, фабульно приблизив его к варианту первой редакции). По мнению С. Н. Буровой, «третья редакция являет собою не простое возвращение к замыслу 1946 г., но углубление этого замысла. Углубление это стало возможным благодаря следующим обстоятельствам: выход писателя на новый уровень художественного мышления позволил ему, опираясь на текст второй редакции, создать новую, основную редакцию пьесы». В 1971 году по пьесе был снят телеспектакль (постановка Театра на Малой Бронной).

«Действие происходит в маленьком провинциальном городке, за одну ночь превращенном немецкими бомбами в руины. В пьесе отражены вся боль, все слезы тех лет. Это, мне кажется, самая лучшая папина пьеса… (Наталья Леонова)

## Персонажи
в редакции 1964 года
- Щелканов Сергей Захарович (не появляется на сцене)
- Марья Сергеевна — его жена, председательница горсовета
- Марька — их дочь
- Берёзкин — полковник, проездом в городе
- Непряхин Павел Александрович — местный житель
- Дашенька — его жена
- Тимоша — его сын
- Кареев Николай Степанович — заезжий учёный
- Юлий — сопровождающий его сын
- Рахума — факир
- Табун-Турковская — мадам
- Раечка — секретарша
- Маслов — тракторист
- Макарычев Адриан Лукъяныч — председатель колхоза
- Галанцев Иван Ермолаевич — ещё один председатель колхоза
- Отцы с невестами, командировочные и прочие

Действие происходит в бывшем прифронтовом городке в течение суток, тотчас после войны.

## Сюжет
в редакции 1964 года
В небольшом, разрушенном в ходе войны городке проездом оказывается знаменитый учёный-геолог Кареев с сыном Юлием. Когда-то в молодости Кареев сватался к дочери местного чиновника Маше, но получил отказ и уехал из города. Одновременно с ними в городе оказывается полковник Берёзкин, у которого здесь во время войны погибла семья. Однако приехал он ещё и за тем, чтобы наказать дезертира — некоего Щелканова. Теперь Щелканов — директор местной спичечной фабрики, а Маша (Марья Сергеевна) — его жена и председатель горсовета.
Сын Кареева Юлий знакомится с дочерью Щелкановых — Марькой. Он очарован девушкой и предлагает ей уехать с ним и отцом — на курорт, а затем — на Памир. До войны Марька считалась невестой Тимофея Непряхина. На войне Тимофей потерял зрение, и теперь хочет уехать из города, чтобы найти своё место в жизни. Берёзкин, под началом которого служил Тимофей, узнаёт парня и обещает помочь ему.
Берёзкин даёт прочесть письмо, изобличающее Щелканова, его жене, которая не любит мужа и не питает иллюзий на его счёт. Полковник собирается показать письмо и любящей отца Марьке, но уступает просьбе Тимофея и отдаёт письмо ему, а тот разрывает его.
Берёзкин и Тимофей вместе покидают город, не прощаясь с его обитателями. Уезжают и Кареев с сыном — с ними после некоторых колебаний соглашается ехать и Марька: «Только разочек пройдусь по Памиру и — назад». Оставшись одна, Марья Сергеевна произносит тост за «высокие горы» дочери.